# Bernhard von Prambach

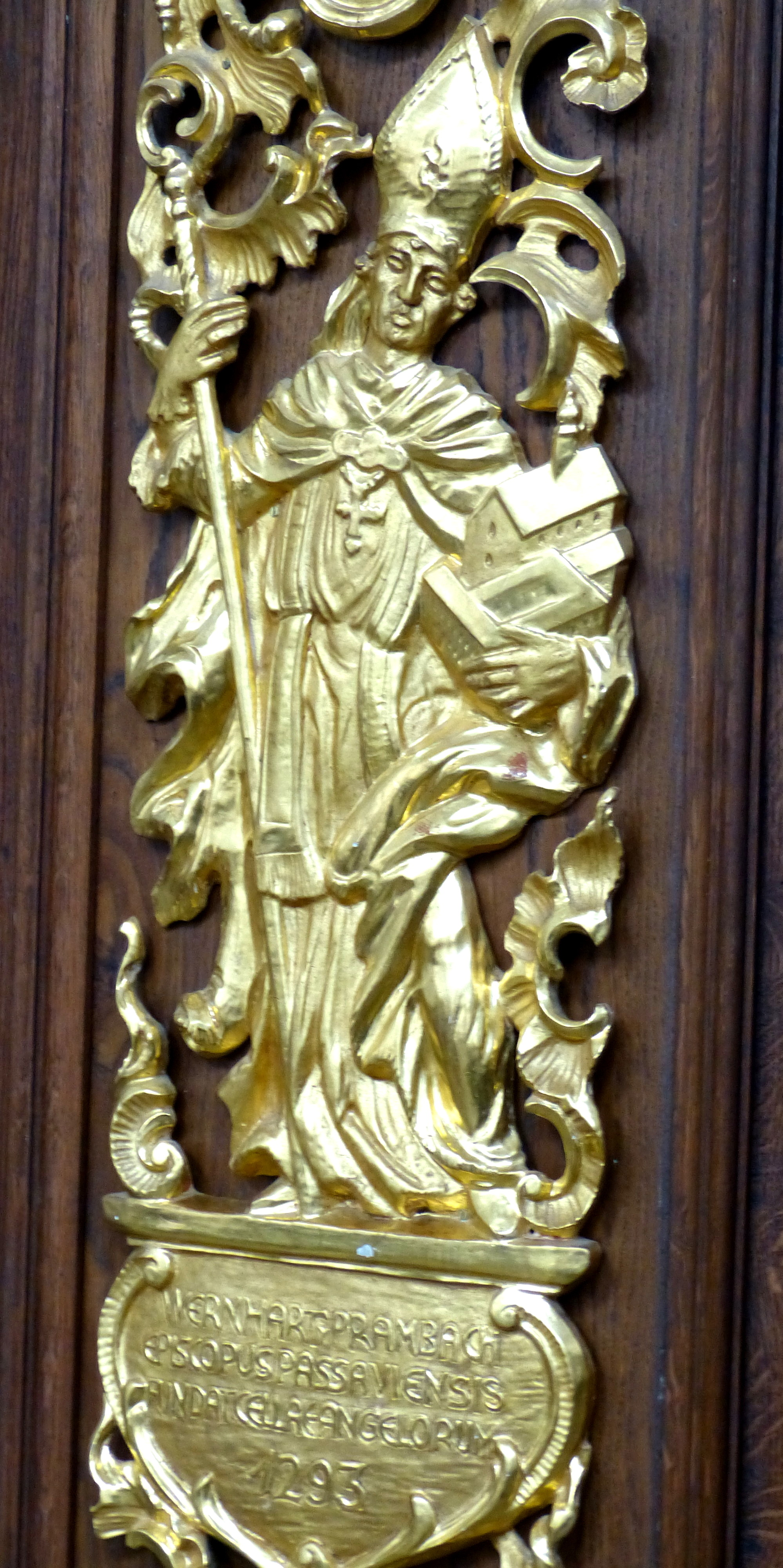
Fürstbischof Bernhard von Prambach, Stiftskirche Engelszell/Oberösterreich

Bernhard von Prambach, auch Wernhard genannt, (* um 1220; † 27. Juli 1313) war von 1285 bis 1313 der 42. Bischof von Passau.

## Leben
Bernhard wurde 1285 zum Bischof gewählt. Der Umbau des seinerzeit durch den Stadtbrand von 1181 beschädigten romanischen Doms im gotischen Stil ist weitgehend auf sein Betreiben zurückzuführen. 
Bernhard hielt 1288 in der Ilzstadt einen Landtag ab, darüber hinaus lud er zu mehreren Bistumssynoden ein, so 1293 (laut der der Klerus einfache Tracht tragen muss), im März 1294 in St. Pölten (debattiert wurden das Plündern und Brandschatzen) und nochmals im Jahr 1302 in Passau (auf der das Fest des heiligen Gotthard für das ganze Bistum als verpflichtend vorgeschrieben wurde).
Ab 1293 galt Bernhards besondere Aufmerksamkeit dem Zisterzienserorden. In Engelhartszell – auf dem von seinen Eltern geerbten Besitz – stiftete er deshalb mit Urkunde vom 12. März 1293 ein neues Zisterzienserstift: das Kloster Engelszell, das er neben anderen Besitzungen auch mit seinen eigenen Erbgütern an der Pram ausstattete.
Im Mai des Jahres 1298 erhob sich die Passauer Bürgerschaft zu einem Aufstand, dessen Ziel es war, die Erhebung Passaus zu einer Reichsstadt durchzusetzen, womit der Bischof seine Position als Stadtherr verloren hätte. Ende November erfolgte auf dem Reichstag zu Münster der Schiedsspruch durch König Albert I., der den Aufstand scheitern ließ und damit dem Streben der Passauer Bürger nach Selbstständigkeit ein Ende setzte. Die Bürger akzeptierten die Friedensbedingungen – unter anderem fiel nun sogar das Rathaus in den Besitz des Bischofs – und Bernhard war wieder uneingeschränkter Herr über die Stadt. Dennoch erließ er am 15. August 1299 den so genannten „Bernhardinischen Stadtbrief“ und damit ein neues verbindliches Stadtrecht, das gegenüber dem früheren Stadtbrief sehr fortgeschritten und erweitert war. Diese neue Rechtsordnung galt mehr als 500 Jahre lang, nämlich bis 1806.
Am 27. Juli 1313 starb Bischof Bernhard.

## Nachwirken
Die Marktgemeinde Prambachkirchen in Oberösterreich führt seit 1974 als Marktwappen eine Version des Familienwappens der westfälisch-hessischen Herren von Brambach und begründet dies mit der historischen Verbindung des Ortes Prambachkirchen zu Bischof Bernhard von Prambach.